# Camargue

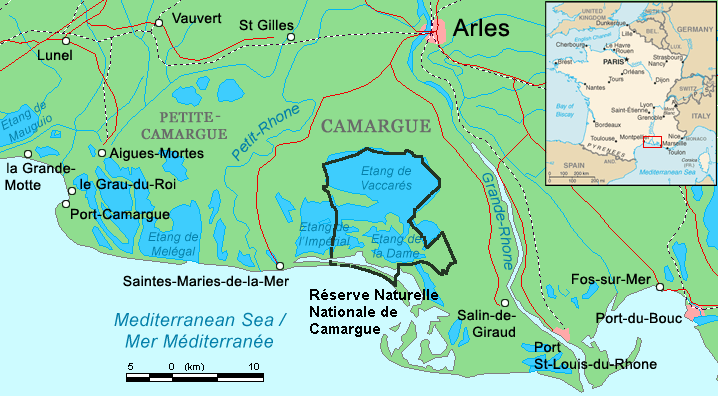
Karta över Camargue.

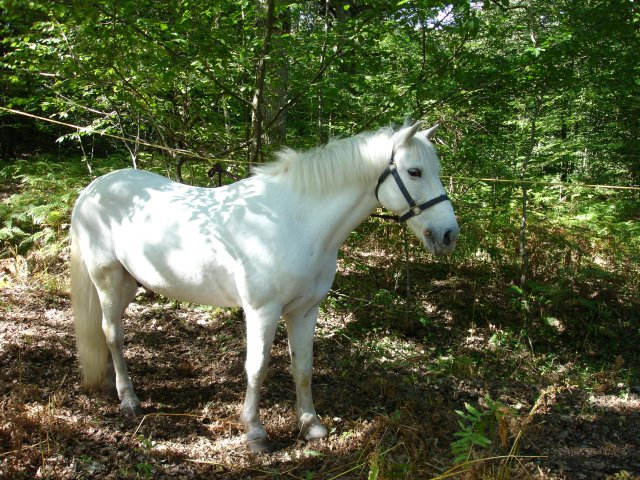
Camarguehäst.

Camargue (franskt uttal: [kamaʁɡ]) är ett franskt floddeltaområde som ligger söder om staden Arles, vid kusten till Medelhavet mellan floden Rhônes två flodarmar Petit Rhône (”Lilla Rhône”) i väster och Grand Rhône (”Stora Rhône”) i öster. Camargue utsågs år 1986 inom ramarna för Ramsarkonventionen som en ”våtmark av internationell betydelse”.
Administrativt ligger Camargue inom departementet Bouches-du-Rhône, vilket betyder ”Rhônes munnar”, och består förutom av delar av kommunen Arles även av kommunerna Saintes-Maries-de-la-Mer och Port-Saint-Louis-du-Rhône. Det utbredda våtmarksområdet väster om flodarmen Petit Rhône kallas Petite Camargue och tillhör departementet Gard.
Med en yta på över 930 km² är Camargue Västeuropas största floddelta. Området består av en stor slätt som inrymmer mycket salthaltiga laguner eller étangs, avskurna från havet genom sandbankar och omgivna av vasstäckt marskland, som i sin tur är omgivet av stora odlade arealer.
Ungefär en tredjedel av Camargue består av våtmarker. Det centrala området runt strandlinjen i Étang de Vaccarès har tack vare sin stora betydelse som en fristad för vilda fåglar varit skyddat sedan 1927 och är införlivat i det större området Parc naturel régional de Camargue sedan år 2008.
Camargue är känt för sina vita Camarguehästar, svarta tjurar och rosa flamingor.